# Trzebusz Gryficki
Trzebusz Gryficki – zlikwidowany przystanek gryfickiej kolei wąskotorowej w Trzebuszu, w województwie zachodniopomorskim, w Polsce. Przystanek został zlikwidowany po 1961 roku.